# Panhard Junior
La Panhard Dyna Junior est un petit roadster produit à partir d'avril 1952 jusqu'en 1956 par le constructeur français Panhard.

## Histoire
La création de ce modèle est due à la très forte pression exercée par l'importateur américain de la marque aux États-Unis, J.B. Ferguson. Lassé de voir le succès des petits roadsters MG, Triumph et Alfa Romeo auprès de la jeune clientèle américaine, il suggéra et proposa de financer l'étude et la réalisation d'un petit roadster conçu pour son pays. Sensible à l'apport financier qui allait renflouer ses finances en piteux état, Panhard décida de se lancer dans cette aventure. Un prototype fut réalisé en un délai record chez le carrossier Di Rosa. Mais l'enlisement de la guerre de Corée rend la situation très délicate, Ferguson se retire de l'affaire et Panhard mènera seul le développement du roadster.
Un second prototype est construit pour permettre sa présentation au salon de Paris de 1951, basé sur le châssis de la Dyna X et possède une carrosserie en aluminium comme la berline. Le coffre est accessible en rabattant la banquette prévue pour deux personnes. Elle reçoit le moteur flat-twin de 747 cm3 de la berline qui, malgré son excellent rendement et son appétit réduit, ne développe que 35 ch.
La Junior, qui est dotée de la légendaire tenue de route Panhard, est capable de performances ébouriffantes. Spartiate et légère, elle deviendra la coqueluche des jeunes peu fortunés.
Le projet initial prévoyait une production limitée à 500 exemplaires mais vu la demande en France, uniquement car Panhard n'avait aucun réseau étranger à l'exception de l'importateur américain, le constructeur décide de revoir sa stratégie et présente un modèle plus de série avec une carrosserie en acier pour remplacer la très coûteuse carrosserie en aluminium. Son poids augmenté de plus de 100 kg est compensé par un nouveau moteur de 850 cm3 développant 42 ch.
La Junior est proposée avec les moteurs 4 CV et 4 CV Sprint.

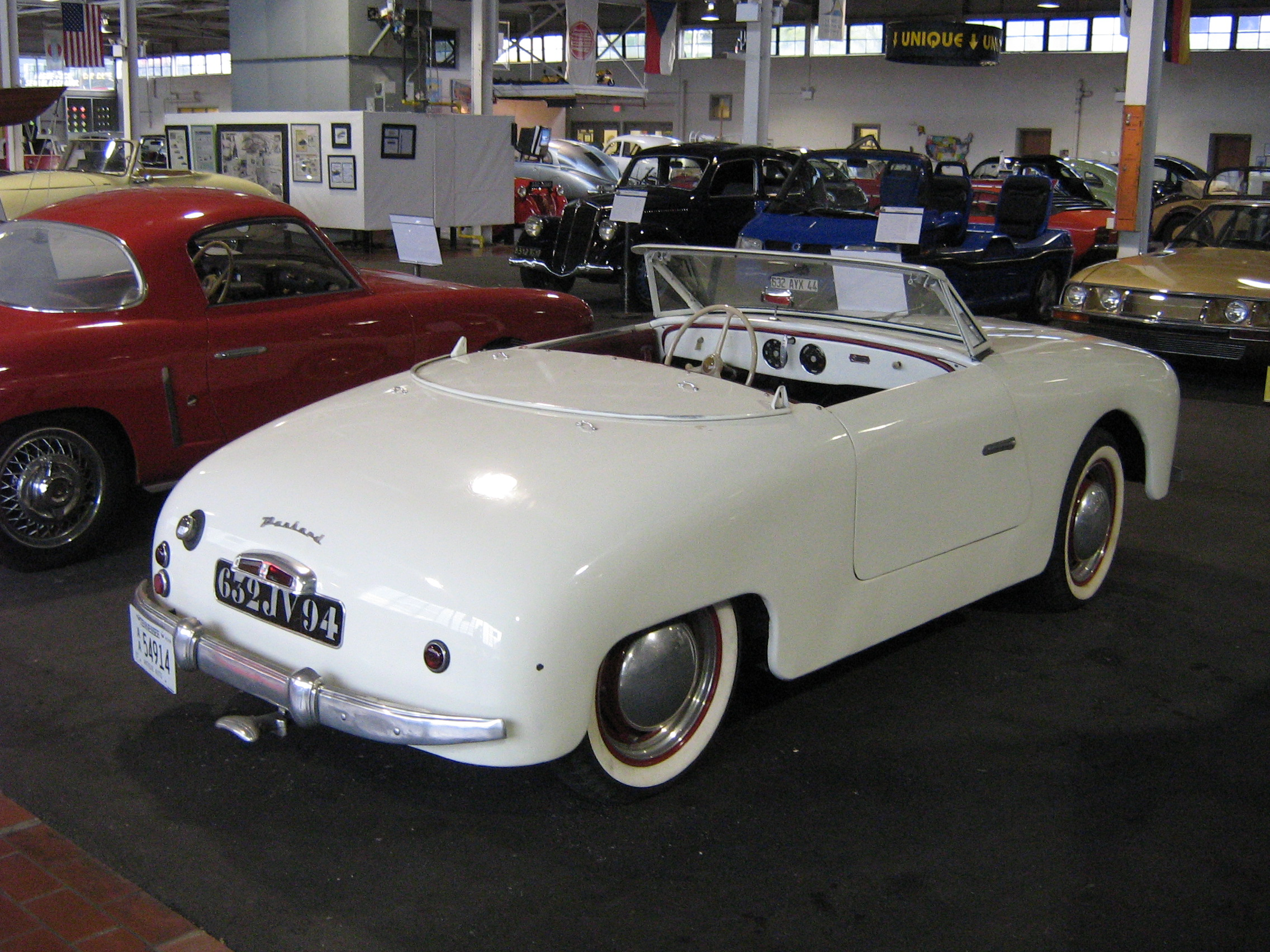

Pour les modèles 1953, les moteurs 5 CV et 5 CV Sprint apparaissent.
Vers février 1953, le roadster est complété par un cabriolet doté de glaces latérales descendantes remplaçant les transparents de porte et de poignées de portes extérieures. En mars, une banquette à trois places est aménagée grâce à une modification du châssis.
Pour 1954, la calandre héritée de la Dyna X est remplacée par une ouverture ovale avec une lame en aluminium et le tableau de bord est à deux cadrans. En mars 1954, les butoirs sont plus hauts.
Pour 1955, l'option surpresseur MAG porte la puissance à 60 ch et la vitesse de pointe à 145 km/h. Les versions 4 CV sont arrêtées en juin 1954 ; le roadster, en mars 1955. Le cabriolet continue jusqu'en avril 1956, trop concurrencé par l'offre de voitures beaucoup plus modernes, mieux finies et plus puissantes.
L'étonnante ressemblance entre la Junior et la Nissan Figaro ne laisse planer aucun doute sur la source d'inspiration du constructeur nippon. Son coupé découvrable biplace au style rétro lancé en 1991 reprend lles lignes de la Junior et ses teintes pastel.